# Autochthonus chalybiellus
Autochthonus chalybiellus is een vlinder uit de familie echte motten (Tineidae). De wetenschappelijke naam van deze soort is voor het eerst geldig gepubliceerd in 1891 door Walsingham.
De soort komt voor in tropisch Afrika.